# Weisshorn
Le Weisshorn, culminant à 4 506 m, est un sommet des Alpes suisses, dans le canton du Valais. Il sépare la vallée de Zermatt du val d'Anniviers. Visible à grande distance et reconnaissable par sa forme géométrique caractéristique, il est l'un des sommets les plus imposants des Alpes. Une croix en métal est érigée à son sommet.
« Weisshorn » en allemand peut se traduire par « corne blanche ».

## Géographie

### Situation

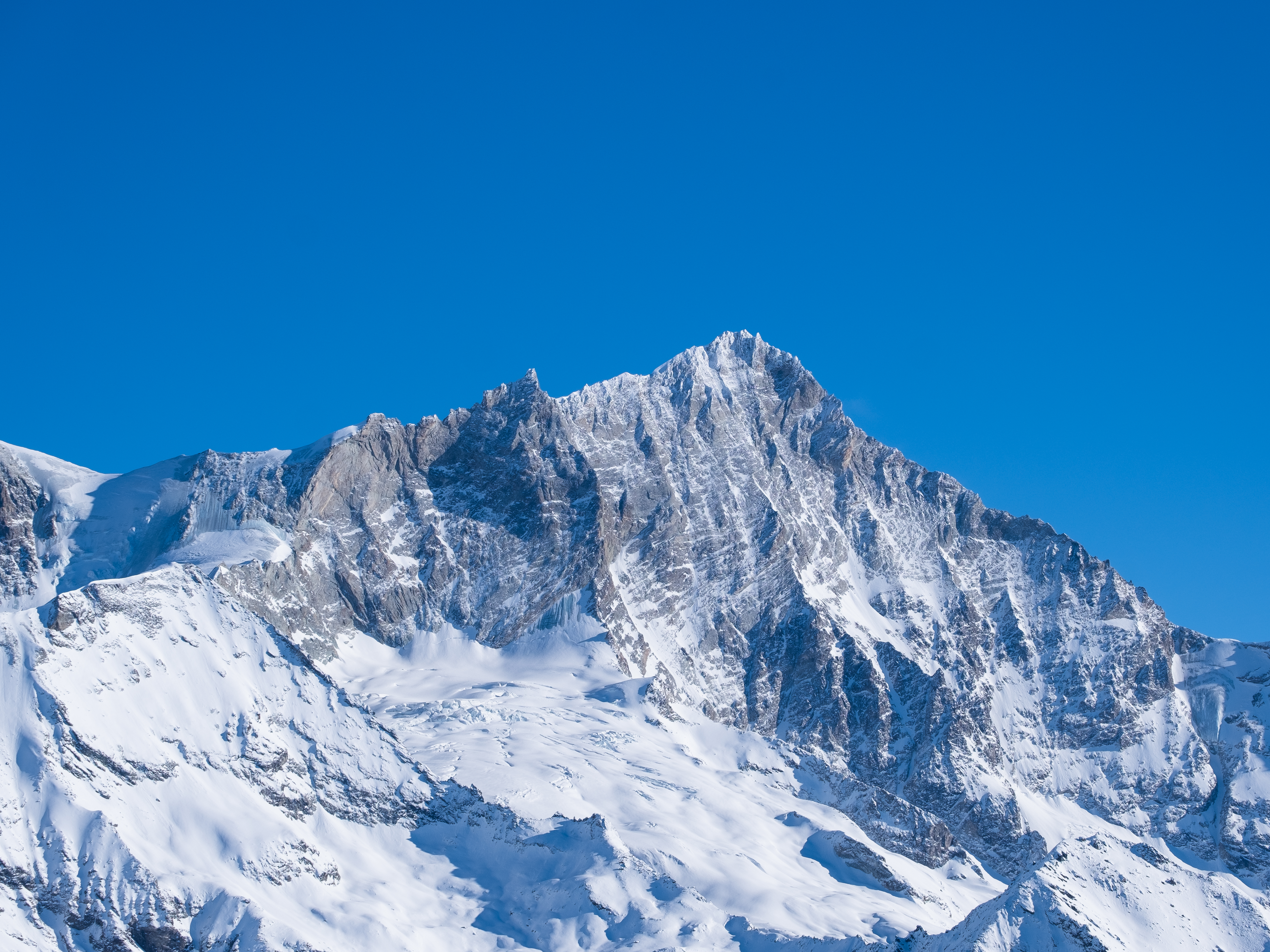
Le Weisshorn vu depuis l'ouest.

Le Weisshorn se situe sur la limite des communes d'Anniviers (district de Sierre) et de Randa (district de Viège), au sud du canton du Valais. Il est l'un des cinq sommets de plus de 4 000 m d'altitude  formant une ceinture de hauts sommets que l'on appelle la « couronne impériale » autour de Zinal avec, du nord au sud : le Weisshorn (4 506 m), le Zinalrothorn (4 222 m), l'Ober Gabelhorn (4 064 m), la dent Blanche (4 358 m) et le Bishorn (4 151 m),.

### Topographie
Campé sur ses trois puissantes arêtes, le Weisshorn présente une forme de tétraèdre. Les trois arêtes symétriques se dressent avec régularité vers son sommet neigeux  :
- l'arête nord-nord-ouest qui comporte une pointe nommée « Grand Gendarme ». Au bas de cette arête, on trouve le Weisshornjoch (ou col du Weisshorn) qui sépare le Weisshorn du Bishorn. L'arête Young se détache de la face ouest et rejoint l'arête nord-nord-ouest au Grand Gendarme[5] ;
- l'arête sud-ouest (ou Schaligrat). L'arête sud-ouest s'abaisse en direction du Schalijoch ;
- l'arête est considérée comme la « voie normale » du Weisshorn.

Les trois faces dominent le glacier du Weisshorn à l'ouest, le Bisgletscher au nord-est et le Schaligletscher au sud-est. Le versant nord-est est à dominante glaciaire. 

### Géologie
Comme les autres grands sommets du val d'Anniviers (Grand Cornier, Zinalrothorn, dent Blanche, Bishorn, les Diablons, etc.), le Weisshorn est constitué de gneiss d'Arolla ayant l'aspect d'un granite plus ou moins schisteux de couleur vert tendre.

## Premières ascensions
- 19 août 1861 : arête est John Tyndall, Johann Joseph Bennen et Ulrich Wenger.
- 6 septembre 1877 : face sud-est puis par l'arête sud-ouest par les guides Peter Rubi, Johann Jaun et Aloys Pollinger et William Edward Davidson, James Walker Hartley et Henry Seymour-Hoare.
- 2 septembre 1895 : arête sud-ouest (Schaligrat) par Edward Broome, Jozef Marie Biner et Ambros Imboden.
- 21 septembre 1898 : arête nord-nord-ouest par Hans Bielhy et Heinrich Burgener.
- 7 septembre 1900 : arête Youngpar Geoffrey Winthrop Young, Louis Theytaz et Benoît Theytaz.
- 28 août 1905 : versant sud-est par Valentine J. E. Ryan, Josef Lochmatter et Gabriel Lochmatter.
- 31 août 1909 : versant nord-est par Geoffrey Winthrop Young, Oliver Perry Smith et Joseph Knubel.
- 1968 : hivernale de la face ouest en mars par les guides Florentin et Régis Theytaz.
- 1969 : hivernale du versant nord-est par Paul Etter, Ueli Gantenbien, Andreas Scherrer et Ernst Scherrer.
- 2 février 1989 : hivernale en solo de l'éperon Nord Rion par Augustin Rion.
- 16 janvier 1989 : hivernale de l'arête Young par Stéphane Albasini et Christian Portmann[7].
- 3 février 1989 : hivernale de la face Est par Stéphane Albasini et Christian Portmann[8].

## Alpinisme

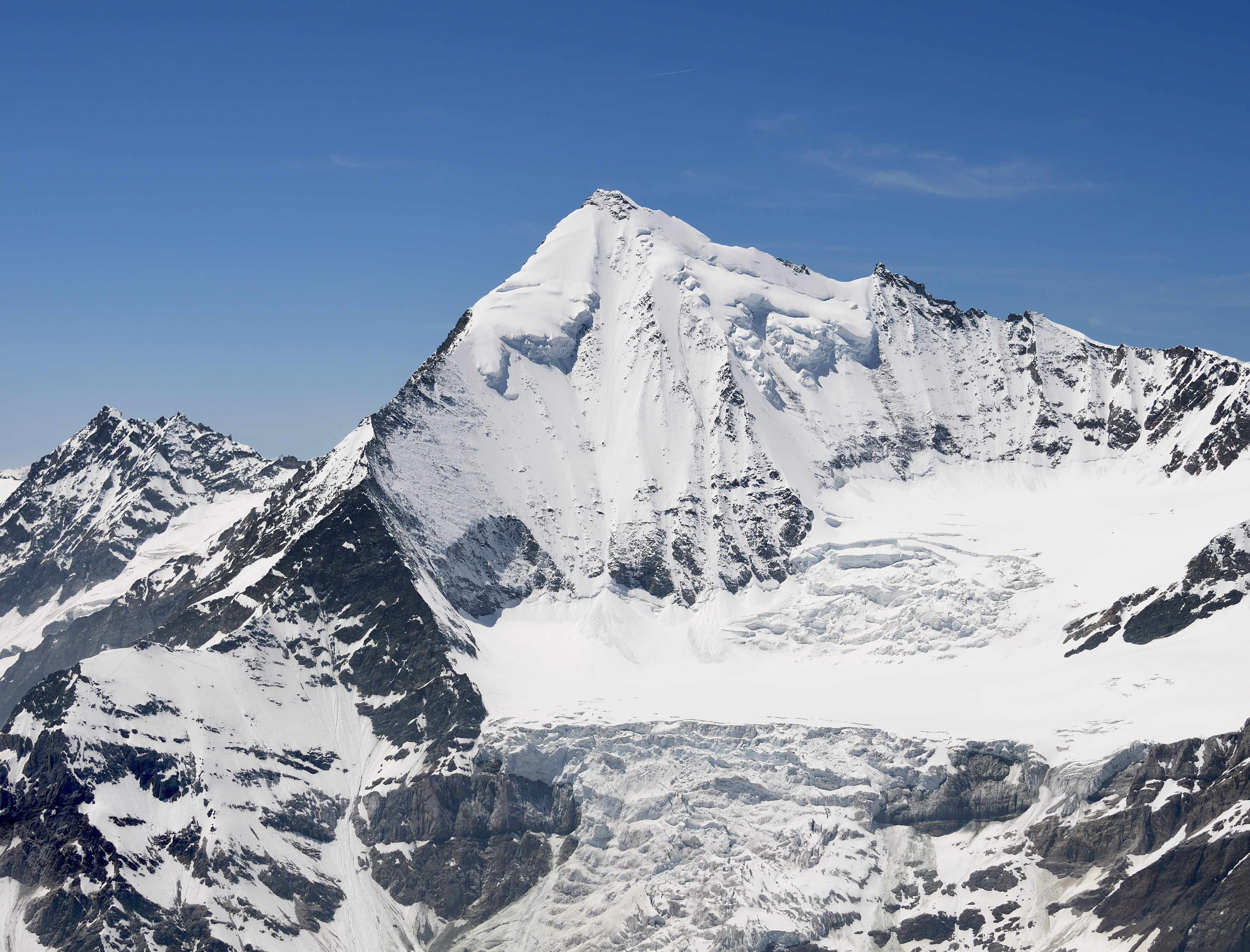
Le Weisshorn vu depuis l'est.

L'ascension peut se faire par l'une de ses quatre arêtes : l'arête nord-nord-ouest, l'arête est, la Schaligrat (arête sud-ouest) et l'arête Young.
La voie normale (AD/III/45°) part de la cabane Weisshorn puis emprunte l'arête est jusqu'au sommet (d'abord rocheuse puis neigeuse). Les faces sont abruptes et dangereuses en raison des chutes de pierre et de glace .
Les points de départ des différentes voies d'ascension sont les suivants :
- cabane Weisshorn ou Weisshornhütte (2 932 mètres) : arête est (voie normale), face sud-est ;
- cabane d'Arpitettaz (2 786 mètres) : arête nord-nord-ouest, face ouest et arête Young ;
- cabane de Tracuit (3 256 mètres) : arête nord-nord-ouest ;
- bivouac Schalijoch (3 780 mètres) : arête sud-ouest (Schaligrat).